# Station Bellshill
Bellshill is een spoorwegstation van National Rail in Bellshill, North Lanarkshire in Schotland. Het station wordt beheerd door ScotRail en wordt bediend door de Argyle Line en de Shotts Line.